# Busje komt zo (televisieprogramma)
Busje komt zo is een Nederlands televisieprogramma uit 2021 dat werd uitgezonden door BNNVARA op NPO 1. De presentatie van het programma was in handen van Paul de Leeuw die werd bijgestaan door Hans Kesting als sidekick en live voice-over.

## Format
In het programma reist presentator Paul de Leeuw samen met zijn sidekick Hans Kesting met een bus door Nederland om mensen te bezoeken en verschillende wensen uit te laten komen of iemand in het zonnetje te zetten. Kesting verzorgt live de voice-over en helpt De Leeuw soms ook met het uitvoeren van de wensen. De wensen die voorbij komen verschillen erg in proportie, zo ging De Leeuw bijvoorbeeld in de eerste aflevering langs bij een dementerende vrouw als wens om een liedje speciaal voor haar te zingen en in een andere aflevering werd een zwembad afgehuurd om een neergestort vliegtuig in de zee na te bootsen. 
Tevens wordt er iedere aflevering een bekende Nederlander opgehaald met de bus die meehelpt met het laten uitkomen van een wens.
Mensen kunnen zichzelf of een ander voor het programma opgeven.

## Seizoensoverzicht
| Seizoen | Uitzenduren             | Aantal afleveringen | Start seizoen   | Start seizoen | Einde seizoen    | Einde seizoen | Gemiddelde kijkcijfers |
| Seizoen | Uitzenduren             | Aantal afleveringen | Datum           | Kijkcijfers   | Datum            | Kijkcijfers   | Gemiddelde kijkcijfers |
| ------- | ----------------------- | ------------------- | --------------- | ------------- | ---------------- | ------------- | ---------------------- |
| 1       | Donderdag 21:30 – 22:30 | 7                   | 4 november 2021 | 677.000       | 16 december 2021 | 802.000       | 816.429                |
| 2       | Woensdag 21:30 – 22:30  | 6                   | 18 mei 2022     | 510.000       | 22 juni 2022     | 461.000       | 465.667                |

## Achtergrond

### Ontstaan
In oktober 2021 maakte BNNVARA bekend het programma in samenwerking met MediaLane te gaan maken en dat Paul de Leeuw de presentatie op zich zou nemen. De Leeuw kwam in 2020 op het idee om zo'n programma te maken toen hij in 2020 het RTL 4-programma Sint & Paul pakken uit! maakte. Door de coronapandemie kon het programma niet in de studio opgenomen worden en ging De Leeuw als oplossing met een bus langs bij mensen om hun Sinterklaas-wens of cadeau uit te laten komen.
Voordat het programma startte maakte De Leeuw bekend dat als de kijkcijfers tegen zouden vallen, de kans groot is hij stopt met het maken van amusementsprogramma's. Hij gaf aan dat dit programma alles is wat hij zou kunnen en hij er volledig achter staat.

### Ontvangst
De eerste aflevering werd uitgezonden op donderdagavond 4 november 2021 en werd bekeken door 677.000 kijkers. Het programma werd door de kijkers erg positief ontvangen. Televisierecensenten waren eveneens vooral positief en stelden dat De Leeuw op zijn best is in dit programma en dat hij absoluut nog niet bij zijn eindstation is aangekomen. Een enkele recensent vond het programma niet bij De Leeuw passen.
De tweede aflevering wist op 11 november 2021 ruim 250 duizend meer kijkers te trekken en werd in totaal bekeken door 951.000 kijkers, het aantal positieve reacties groeide hierin mee. De Leeuw reed in deze aflevering met een zieke tiener mee naar het ziekenhuis om met haar vriendinnen haar bij te staan voor haar voorlopig laatste chemokuur. Voor dit televisieoptreden kregen De Leeuw en het zieke meisje lovende reacties voor hoe het met een traan en een lach verteld werd. Als reactie hierop maakte De Leeuw een maand later bekend te werken aan een nieuw televisieprogramma onder de naam Niet klein te krijgen, waarin hij gezinnen met een kind dat een levensbedreigende ziekte heeft volgt.

### Speciale afleveringen
In de vierde aflevering op 25 november 2021 maakte De Leeuw een speciale aflevering en reisde met zijn bus af naar Engeland om de Britse zangeres Adele na zes jaar weer te interviewen. Deze aflevering werd door 1.073.000 kijkers bekeken en was daarmee het zesde best bekeken programma van de avond.
Op 16 december 2021 werd als laatste aflevering van het seizoen een speciale aflevering uitgezonden onder de naam Knoop busje komt zo, deze werd gemaakt in samenwerking met de NTR. De special diende als vervanging voor het Knoop Gala dat De Leeuw tevens presenteert maar dit jaar niet door kon gaan door de coronapandemie. Onder andere Frans Bauer, Maan en Simon Keizer werkten eraan mee.

### Tweede seizoen
In maart 2022 werd door De Leeuw het tweede seizoen aangekondigd, de opnames startte een maand later in april 2022. Het tweede seizoen ging van start op 18 mei 2022. In tegenstelling tot het eerste seizoen keken er naar het tweede seizoen honderdduizenden kijkers minder; de vierde aflevering werd als dieptepunt bekeken door maar 406.000 kijkers en stond daarmee op de laatste plek van de top 25 best bekeken programma's van die avond. Tevens kreeg De Leeuw tijdens het tweede seizoen kritiek van recensenten, zo schreef televisierecensente Angela de Jong dat De Leeuw met dit programma bewees dat zijn tv-carrière zoals we het van hem kennen nu echt klaar is. Daarnaast bleven overgebleven kijkers echter wel positief.